# エクセター (ロードアイランド州)
エクセター（英: Exeter）は、アメリカ合衆国ロードアイランド州の南部ワシントン郡の北部の町である。人口は6,460人（2020年）。エクセターの名称はエクセター伯爵にちなんで名付けられた。
エクセターの西はコネチカット州との州境であり、そこから東にロードアイランド州のノースキングスタウンまで細長く伸びている。町の北はケント郡のウェストグリニッジとイーストグリニッジに接している。南は同じワシントン郡のホプキントン、リッチモンド、サウスキングスタウンの各町に接している。

## 歴史
エクセターの町は1742年にノースキングスタウンの西部から形成された。その名前はイングランドのデヴォンの州都であり、大聖堂があるエクセター市から採られた。他にも多くの場所などにエクセターという名前が与えられている。1892年にエクセターで起きたマーシー・ブラウン・ヴァンパイア事件がヴァンパイアの発掘を行い文書化された最良の例の一つとして、民俗学者の注目するところである。

## 地理
アメリカ合衆国国勢調査局に拠れば、市域全面積は58.4平方マイル (151 km2)であり、このうち陸地57.7平方マイル (149 km2)、水域は0.7平方マイル (1.8 km2)で水域率は1.15%である。

## 人口動態
以下は2000年の国勢調査による人口統計データである。
| 基礎データ - 人口: 6,045 人 - 世帯数: 2,085 世帯 - 家族数: 1,592 家族 - 人口密度: 40.4人/km2（104.7 人/mi2） - 住居数: 2,196 軒 - 住居密度: 14.7軒/km2（38.0 軒/mi2） 人種別人口構成 - 白人: 96.36% - アフリカン・アメリカン: 0.66% - ネイティブ・アメリカン: 0.60% - アジア人: 0.74% - 太平洋諸島系: 0.02% - その他の人種: 0.33% - 混血: 1.29% - ヒスパニック・ラテン系: 1.27% | 年齢別人口構成 - 18歳未満: 26.3% - 18-24歳: 6.4% - 25-44歳: 31.6% - 45-64歳: 26.0% - 65歳以上: 9.7% - 年齢の中央値: 38歳 - 性比（女性100人あたり男性の人口） - 総人口: 96.7 - 18歳以上: 96.0 世帯と家族（対世帯数） - 18歳未満の子供がいる: 38.0% - 結婚・同居している夫婦: 64.4% - 未婚・離婚・死別女性が世帯主: 8.7% - 非家族世帯: 23.6% - 単身世帯: 16.8% - 65歳以上の老人1人暮らし: 4.6% - 平均構成人数 - 世帯: 2.77人 - 家族: 3.15人 | 収入と家計 - 収入の中央値 - 世帯: 64,452米ドル - 家族: 74,157米ドル - 性別 - 男性: 47,083米ドル - 女性: 36,928米ドル - 人口1人あたり収入: 25,530米ドル - 貧困線以下 - 対人口: 5.5% - 対家族数: 4.5% - 18歳未満: 7.5% - 65歳以上: 10.2% |

## 町政府
エクセター町の政府は5人の委員で構成される町政委員会が指導しており、委員会はエクセター町役場で議長が開催している。教育管理のために、隣接するウェストグリニッジ町と共にエクセター・ウェストグリニッジ地域教育学区のメンバーとなっている。

## アトラクションとアメリカ合衆国国家歴史登録財
- ヨーグー・バレー、ロードアイランド州唯一のスキー場

以下はアメリカ合衆国国家歴史登録財に指定されているもののリストである。
- オースティン農場道路農業地域
- バプテスト教会
- フィッシャービル歴史および考古学地区
- ホールビル歴史および考古学地区
- ロートンズ・ミル
- サイモン・リリブリッジ農園
- パリス・ブルック歴史および考古学地区
- クイーンズ・フォート
- ソドム・ミル歴史および考古学地区